# 8e étape du Tour d'Italie 2021
Pour un article plus général, voir Tour d'Italie 2021.
La 8e étape du Tour d'Italie 2021 se déroule le samedi 15 mai 2021 entre Foggia et Guardia Sanframondi, sur une distance de 170 km.

## Profil de l'étape
Cette étape partant de Foggia (région des Pouilles) se déroule à travers les routes au relief accidenté des Apennins. Les deux premiers tiers du parcours qui passent par la ville de Campobasso (région du Molise) présentent un relief plutôt montant aboutissant à la longue ascension de Bocca della Selva (19,6 kilomètres de montée, sommet situé à une cinquantaine de kilomètres de l'arrivée). Ensuite une longue descente mène les coureurs au pied de la montée finale longue d’environ 3,5 kilomètres vers Guardia Sanframondi (région de Campanie) avec des pentes autour de 10 % dans les 2 premiers kilomètres. La ligne d’arrivée se trouve sur une pente plus légère.

## Déroulement de la course
Après quelques vaines tentatives d'échappée, un groupe de huit hommes parvient à distancer durablement le peloton. Ce groupe est composé des Français Alexis Gougeard (AG2R Citroën) et Victor Lafay (Cofidis), des Italiens Giovanni Carboni (Bardiani) et Francesco Gavazzi (Eolo), du Belge Kobe Goossens (Lotto Soudal), du Portugais Nélson Oliveira (Movistar), de l’Allemand Nikias Arndt (Team DSM) et du Colombien Fernando Gaviria (UAE). Les hommes de tête sont rejoints par le Belge Victor Campenaerts (Qhubeka Assos), auteur d'une longue poursuite. Ce groupe désormais constitué de 9 coureurs compte jusqu'à 7 minutes d'avance sur le peloton. Dans la descente de la Bocca della Selva, Gaviria chute mais parvient à réintégrer le groupe de tête. Lors des 15 derniers kilomètres, plusieurs membres du groupe de tête comme Campenaerts et Carboni tentent de distancer leurs compagnons mais en vain. Et c'est finalement Victor Lafay qui parvient à s'isoler en tête dans la dernière ascension à 2 kilomètres de l'arrivée pour remporter l'étape. Dans le peloton pointé à plus de 4 minutes du vainqueur, les favoris se neutralisent et terminent l'étape ensemble.

## Résultats

### Classement de l'étape
| \| Classement de l'étape \| Classement de l'étape \| Classement de l'étape \| Classement de l'étape \| Classement de l'étape \| \| Coureur \| Coureur \| Pays \| Équipe \| Temps \| \| --------------------- \| --------------------- \| --------------------- \| --------------------- \| --------------------- \| \| 1er \| Victor Lafay \| France \| Cofidis \| 4 h 06 min 47 s \| \| 2e \| Francesco Gavazzi \| Italie \| Eolo-Kometa \| + 36 s \| \| 3e \| Nikias Arndt \| Allemagne \| Team DSM \| + 37 s \| \| 4e \| Nélson Oliveira \| Portugal \| Movistar Team \| + 41 s \| \| 5e \| Giovanni Carboni \| Italie \| Bardiani CSF Faizanè \| + 44 s \| \| 6e \| Kobe Goossens \| Belgique \| Lotto-Soudal \| + 58 s \| \| 7e \| Victor Campenaerts \| Belgique \| Qhubeka Assos \| + 1 min 00 s \| \| 8e \| Alexis Gougeard \| France \| AG2R Citroën Team \| + 1 min 54 s \| \| 9e \| Fernando Gaviria \| Colombie \| UAE Team Emirates \| + 3 min 04 s \| \| 10e \| João Almeida \| Portugal \| Deceuninck-Quick Step \| + 4 min 48 s \| |                    |           |                       |                 |
| |                    |           |                       |                 |
| Source : ProCyclingStats |                    |           |                       |                 |
| Classement de l'étape |                    |           |                       |                 |
| Coureur | Coureur            | Pays      | Équipe                | Temps           |
| 1er | Victor Lafay       | France    | Cofidis               | 4 h 06 min 47 s |
| 2e | Francesco Gavazzi  | Italie    | Eolo-Kometa           | + 36 s          |
| 3e | Nikias Arndt       | Allemagne | Team DSM              | + 37 s          |
| 4e | Nélson Oliveira    | Portugal  | Movistar Team         | + 41 s          |
| 5e | Giovanni Carboni   | Italie    | Bardiani CSF Faizanè  | + 44 s          |
| 6e | Kobe Goossens      | Belgique  | Lotto-Soudal          | + 58 s          |
| 7e | Victor Campenaerts | Belgique  | Qhubeka Assos         | + 1 min 00 s    |
| 8e | Alexis Gougeard    | France    | AG2R Citroën Team     | + 1 min 54 s    |
| 9e | Fernando Gaviria   | Colombie  | UAE Team Emirates     | + 3 min 04 s    |
| 10e | João Almeida       | Portugal  | Deceuninck-Quick Step | + 4 min 48 s    |

### Points attribués pour le classement par points
| Sprint intermédiaire Campobasso (km 84) | Sprint intermédiaire Campobasso (km 84) | Sprint intermédiaire Campobasso (km 84) | Sprint intermédiaire Campobasso (km 84) | Sprint intermédiaire Campobasso (km 84) |
| --------------------------------------- | --------------------------------------- | --------------------------------------- | --------------------------------------- | --------------------------------------- |
|                                         | Coureur                                 | Pays                                    | Équipe                                  | Point(s)                                |
| 1er                                     | Fernando Gaviria                        | Colombie                                | UAE Team Emirates                       | 12                                      |
| 2e                                      | Alexis Gougeard                         | France                                  | AG2R Citroën                            | 8                                       |
| 3e                                      | Nikias Arndt                            | Allemagne                               | DSM                                     | 6                                       |
| 4e                                      | Francesco Gavazzi                       | Italie                                  | Eolo-Kometa                             | 5                                       |
| 5e                                      | Nélson Oliveira                         | Portugal                                | Movistar                                | 4                                       |
| 6e                                      | Giovanni Carboni                        | Italie                                  | Bardiani CSF Faizanè                    | 3                                       |
| 7e                                      | Kobe Goossens                           | Belgique                                | Lotto-Soudal                            | 2                                       |
| 8e                                      | Victor Lafay                            | France                                  | Cofidis                                 | 1                                       |
| modifier                                |                                         |                                         |                                         |                                         |

| Arrivée d'étape Guardia Sanframondi (km 170) | Arrivée d'étape Guardia Sanframondi (km 170) | Arrivée d'étape Guardia Sanframondi (km 170) | Arrivée d'étape Guardia Sanframondi (km 170) | Arrivée d'étape Guardia Sanframondi (km 170) |
| -------------------------------------------- | -------------------------------------------- | -------------------------------------------- | -------------------------------------------- | -------------------------------------------- |
|                                              | Coureur                                      | Pays                                         | Équipe                                       | Point(s)                                     |
| 1er                                          | Victor Lafay                                 | France                                       | Cofidis                                      | 25                                           |
| 2e                                           | Francesco Gavazzi                            | Italie                                       | Eolo-Kometa                                  | 18                                           |
| 3e                                           | Nikias Arndt                                 | Allemagne                                    | DSM                                          | 12                                           |
| 4e                                           | Nélson Oliveira                              | Portugal                                     | Movistar                                     | 8                                            |
| 5e                                           | Giovanni Carboni                             | Italie                                       | Bardiani CSF Faizanè                         | 6                                            |
| 6e                                           | Kobe Goossens                                | Belgique                                     | Lotto-Soudal                                 | 5                                            |
| 7e                                           | Victor Campenaerts                           | Belgique                                     | Qhubeka Assos                                | 4                                            |
| 8e                                           | Alexis Gougeard                              | France                                       | AG2R Citroën                                 | 3                                            |
| 9e                                           | Fernando Gaviria                             | Colombie                                     | UAE Team Emirates                            | 2                                            |
| 10e                                          | João Almeida                                 | Portugal                                     | Deceuninck-Quick Step                        | 1                                            |
| modifier                                     |                                              |                                              |                                              |                                              |

### Points attribués pour le classement du meilleur grimpeur
| Bocca della Selva (km 120,2) 2e catégorie (19,6 km à 4,5%) | Bocca della Selva (km 120,2) 2e catégorie (19,6 km à 4,5%) | Bocca della Selva (km 120,2) 2e catégorie (19,6 km à 4,5%) | Bocca della Selva (km 120,2) 2e catégorie (19,6 km à 4,5%) | Bocca della Selva (km 120,2) 2e catégorie (19,6 km à 4,5%) |
| ---------------------------------------------------------- | ---------------------------------------------------------- | ---------------------------------------------------------- | ---------------------------------------------------------- | ---------------------------------------------------------- |
|                                                            | Coureur                                                    | Pays                                                       | Équipe                                                     | Point(s)                                                   |
| 1er                                                        | Kobe Goossens                                              | Belgique                                                   | Lotto-Soudal                                               | 18                                                         |
| 2e                                                         | Nikias Arndt                                               | Allemagne                                                  | DSM                                                        | 8                                                          |
| 3e                                                         | Francesco Gavazzi                                          | Italie                                                     | Eolo-Kometa                                                | 6                                                          |
| 4e                                                         | Nélson Oliveira                                            | Portugal                                                   | Movistar                                                   | 4                                                          |
| 5e                                                         | Alexis Gougeard                                            | France                                                     | AG2R Citroën                                               | 2                                                          |
| 6e                                                         | Victor Lafay                                               | France                                                     | Cofidis                                                    | 1                                                          |
| modifier                                                   |                                                            |                                                            |                                                            |                                                            |

| Guardia Sanframondi (km 170) 4e catégorie (3,5 km à 6,7%) | Guardia Sanframondi (km 170) 4e catégorie (3,5 km à 6,7%) | Guardia Sanframondi (km 170) 4e catégorie (3,5 km à 6,7%) | Guardia Sanframondi (km 170) 4e catégorie (3,5 km à 6,7%) | Guardia Sanframondi (km 170) 4e catégorie (3,5 km à 6,7%) |
| --------------------------------------------------------- | --------------------------------------------------------- | --------------------------------------------------------- | --------------------------------------------------------- | --------------------------------------------------------- |
|                                                           | Coureur                                                   | Pays                                                      | Équipe                                                    | Point(s)                                                  |
| 1er                                                       | Victor Lafay                                              | France                                                    | Cofidis                                                   | 3                                                         |
| 2e                                                        | Francesco Gavazzi                                         | Italie                                                    | Eolo-Kometa                                               | 2                                                         |
| 3e                                                        | Nikias Arndt                                              | Allemagne                                                 | DSM                                                       | 1                                                         |
| modifier                                                  |                                                           |                                                           |                                                           |                                                           |

### Points attribués pour le classement des sprints intermédiaires
| Sprint intermédiaire Campobasso (km 84) | Sprint intermédiaire Campobasso (km 84) | Sprint intermédiaire Campobasso (km 84) | Sprint intermédiaire Campobasso (km 84) | Sprint intermédiaire Campobasso (km 84) |
| --------------------------------------- | --------------------------------------- | --------------------------------------- | --------------------------------------- | --------------------------------------- |
|                                         | Coureur                                 | Pays                                    | Équipe                                  | Point(s)                                |
| 1er                                     | Fernando Gaviria                        | Colombie                                | UAE Team Emirates                       | 10                                      |
| 2e                                      | Alexis Gougeard                         | France                                  | AG2R Citroën                            | 6                                       |
| 3e                                      | Nikias Arndt                            | Allemagne                               | DSM                                     | 3                                       |
| 4e                                      | Francesco Gavazzi                       | Italie                                  | Eolo-Kometa                             | 2                                       |
| 5e                                      | Nélson Oliveira                         | Portugal                                | Movistar                                | 1                                       |
| modifier                                |                                         |                                         |                                         |                                         |

| Sprint intermédiaire Castelvenere (km 162,7) | Sprint intermédiaire Castelvenere (km 162,7) | Sprint intermédiaire Castelvenere (km 162,7) | Sprint intermédiaire Castelvenere (km 162,7) | Sprint intermédiaire Castelvenere (km 162,7) |
| -------------------------------------------- | -------------------------------------------- | -------------------------------------------- | -------------------------------------------- | -------------------------------------------- |
|                                              | Coureur                                      | Pays                                         | Équipe                                       | Point(s)                                     |
| 1er                                          | Victor Campenaerts                           | Belgique                                     | Qhubeka Assos                                | 10                                           |
| 2e                                           | Giovanni Carboni                             | Italie                                       | Bardiani CSF Faizanè                         | 6                                            |
| 3e                                           | Alexis Gougeard                              | France                                       | AG2R Citroën                                 | 3                                            |
| 4e                                           | Victor Lafay                                 | France                                       | Cofidis                                      | 2                                            |
| 5e                                           | Nélson Oliveira                              | Portugal                                     | Movistar                                     | 1                                            |
| modifier                                     |                                              |                                              |                                              |                                              |

### Bonifications
|   | Coureur            | Pays     | Équipe               | Secondes |
| - | ------------------ | -------- | -------------------- | -------- |
| 1 | Victor Campenaerts | Belgique | Qhubeka Assos        | 3 s      |
| 2 | Giovanni Carboni   | Italie   | Bardiani CSF Faizanè | 2 s      |
| 3 | Alexis Gougeard    | France   | AG2R Citroën         | 1 s      |

|   | Coureur           | Pays      | Équipe      | Secondes |
| - | ----------------- | --------- | ----------- | -------- |
| 1 | Victor Lafay      | France    | Cofidis     | 10 s     |
| 2 | Francesco Gavazzi | Italie    | Eolo-Kometa | 6 s      |
| 3 | Nikias Arndt      | Allemagne | DSM         | 4 s      |

## Classements à l'issue de l'étape

### Classement général
| \| Classement général \| Classement général \| Classement général \| Classement général \| Classement général \| \| Coureur \| Coureur \| Pays \| Équipe \| Temps \| \| ------------------ \| ------------------ \| ------------------ \| ---------------------- \| ------------------ \| \| 1er \| Attila Valter \| Hongrie \| Groupama-FDJ \| 31 h 10 min 53 s \| \| 2e \| Remco Evenepoel \| Belgique \| Deceuninck-Quick Step \| + 11 s \| \| 3e \| Egan Bernal \| Colombie \| Ineos Grenadiers \| + 16 s \| \| 4e \| Aleksandr Vlasov \| Russie \| Astana-Premier Tech \| + 24 s \| \| 5e \| Hugh Carthy \| Royaume-Uni \| EF Education-Nippo \| + 38 s \| \| 6e \| Damiano Caruso \| Italie \| Bahrain Victorious \| + 39 s \| \| 7e \| Giulio Ciccone \| Italie \| Trek-Segafredo \| + 41 s \| \| 8e \| Dan Martin \| Irlande \| Israel Start-Up Nation \| + 47 s \| \| 9e \| Simon Yates \| Royaume-Uni \| BikeExchange \| + 49 s \| \| 10e \| Louis Vervaeke \| Belgique \| Alpecin-Fenix \| + 50 s \| |                  |             |                        |                  |
| |                  |             |                        |                  |
| Source : ProCyclingStats |                  |             |                        |                  |
| Classement général |                  |             |                        |                  |
| Coureur | Coureur          | Pays        | Équipe                 | Temps            |
| 1er | Attila Valter    | Hongrie     | Groupama-FDJ           | 31 h 10 min 53 s |
| 2e | Remco Evenepoel  | Belgique    | Deceuninck-Quick Step  | + 11 s           |
| 3e | Egan Bernal      | Colombie    | Ineos Grenadiers       | + 16 s           |
| 4e | Aleksandr Vlasov | Russie      | Astana-Premier Tech    | + 24 s           |
| 5e | Hugh Carthy      | Royaume-Uni | EF Education-Nippo     | + 38 s           |
| 6e | Damiano Caruso   | Italie      | Bahrain Victorious     | + 39 s           |
| 7e | Giulio Ciccone   | Italie      | Trek-Segafredo         | + 41 s           |
| 8e | Dan Martin       | Irlande     | Israel Start-Up Nation | + 47 s           |
| 9e | Simon Yates      | Royaume-Uni | BikeExchange           | + 49 s           |
| 10e | Louis Vervaeke   | Belgique    | Alpecin-Fenix          | + 50 s           |

| Classement par points | Classement par points | Classement par points | Classement par points       | Classement par points |
| Coureur               | Coureur               | Pays                  | Équipe                      | Points                |
| --------------------- | --------------------- | --------------------- | --------------------------- | --------------------- |
| 1er                   | Tim Merlier           | Belgique              | Alpecin-Fenix               | 83 pts                |
| 2e                    | Giacomo Nizzolo       | Italie                | Qhubeka Assos               | 76 pts                |
| 3e                    | Elia Viviani          | Italie                | Cofidis                     | 69 pts                |
| 4e                    | Davide Cimolai        | Italie                | Israel Start-Up Nation      | 66 pts                |
| 5e                    | Peter Sagan           | Slovaquie             | Bora-Hansgrohe              | 57 pts                |
| 6e                    | Fernando Gaviria      | Colombie              | UAE Team Emirates           | 56 pts                |
| 7e                    | Matteo Moschetti      | Italie                | Trek-Segafredo              | 42 pts                |
| 8e                    | Filippo Tagliani      | Italie                | Androni Giocattoli-Sidermec | 39 pts                |
| 9e                    | Filippo Fiorelli      | Italie                | Bardiani CSF Faizanè        | 39 pts                |
| 10e                   | Dylan Groenewegen     | Pays-Bas              | Jumbo-Visma                 | 36 pts                |

| Classement par points | Classement par points | Classement par points | Classement par points       | Classement par points |
| Coureur               | Coureur               | Pays                  | Équipe                      | Points                |
| --------------------- | --------------------- | --------------------- | --------------------------- | --------------------- |
| 1er                   | Tim Merlier           | Belgique              | Alpecin-Fenix               | 83 pts                |
| 2e                    | Giacomo Nizzolo       | Italie                | Qhubeka Assos               | 76 pts                |
| 3e                    | Elia Viviani          | Italie                | Cofidis                     | 69 pts                |
| 4e                    | Davide Cimolai        | Italie                | Israel Start-Up Nation      | 66 pts                |
| 5e                    | Peter Sagan           | Slovaquie             | Bora-Hansgrohe              | 57 pts                |
| 6e                    | Fernando Gaviria      | Colombie              | UAE Team Emirates           | 56 pts                |
| 7e                    | Matteo Moschetti      | Italie                | Trek-Segafredo              | 42 pts                |
| 8e                    | Filippo Tagliani      | Italie                | Androni Giocattoli-Sidermec | 39 pts                |
| 9e                    | Filippo Fiorelli      | Italie                | Bardiani CSF Faizanè        | 39 pts                |
| 10e                   | Dylan Groenewegen     | Pays-Bas              | Jumbo-Visma                 | 36 pts                |

| Classement de la montagne | Classement de la montagne | Classement de la montagne | Classement de la montagne          | Classement de la montagne |
| Coureur                   | Coureur                   | Pays                      | Équipe                             | Points                    |
| ------------------------- | ------------------------- | ------------------------- | ---------------------------------- | ------------------------- |
| 1er                       | Gino Mäder                | Suisse                    | Bahrain Victorious                 | 26 pts                    |
| 2e                        | Geoffrey Bouchard         | France                    | AG2R Citroën Team                  | 18 pts                    |
| 3e                        | Kobe Goossens             | Belgique                  | Lotto-Soudal                       | 18 pts                    |
| 4e                        | Francesco Gavazzi         | Italie                    | Eolo-Kometa                        | 17 pts                    |
| 5e                        | Vincenzo Albanese         | Italie                    | Eolo-Kometa                        | 16 pts                    |
| 6e                        | Rein Taaramäe             | Estonie                   | Intermarché-Wanty-Gobert Matériaux | 13 pts                    |
| 7e                        | Matej Mohorič             | Slovénie                  | Bahrain Victorious                 | 10 pts                    |
| 8e                        | Alessandro De Marchi      | Italie                    | Israel Start-Up Nation             | 10 pts                    |
| 9e                        | Simon Pellaud             | Suisse                    | Androni Giocattoli-Sidermec        | 9 pts                     |
| 10e                       | Nikias Arndt              | Allemagne                 | Team DSM                           | 9 pts                     |

| Classement de la montagne | Classement de la montagne | Classement de la montagne | Classement de la montagne          | Classement de la montagne |
| Coureur                   | Coureur                   | Pays                      | Équipe                             | Points                    |
| ------------------------- | ------------------------- | ------------------------- | ---------------------------------- | ------------------------- |
| 1er                       | Gino Mäder                | Suisse                    | Bahrain Victorious                 | 26 pts                    |
| 2e                        | Geoffrey Bouchard         | France                    | AG2R Citroën Team                  | 18 pts                    |
| 3e                        | Kobe Goossens             | Belgique                  | Lotto-Soudal                       | 18 pts                    |
| 4e                        | Francesco Gavazzi         | Italie                    | Eolo-Kometa                        | 17 pts                    |
| 5e                        | Vincenzo Albanese         | Italie                    | Eolo-Kometa                        | 16 pts                    |
| 6e                        | Rein Taaramäe             | Estonie                   | Intermarché-Wanty-Gobert Matériaux | 13 pts                    |
| 7e                        | Matej Mohorič             | Slovénie                  | Bahrain Victorious                 | 10 pts                    |
| 8e                        | Alessandro De Marchi      | Italie                    | Israel Start-Up Nation             | 10 pts                    |
| 9e                        | Simon Pellaud             | Suisse                    | Androni Giocattoli-Sidermec        | 9 pts                     |
| 10e                       | Nikias Arndt              | Allemagne                 | Team DSM                           | 9 pts                     |

| Classement du meilleur jeune | Classement du meilleur jeune | Classement du meilleur jeune | Classement du meilleur jeune | Classement du meilleur jeune |
| Coureur                      | Coureur                      | Pays                         | Équipe                       | Temps                        |
| ---------------------------- | ---------------------------- | ---------------------------- | ---------------------------- | ---------------------------- |
| 1er                          | Attila Valter                | Hongrie                      | Groupama-FDJ                 | 31 h 10 min 53 s             |
| 2e                           | Remco Evenepoel              | Belgique                     | Deceuninck-Quick Step        | + 11 s                       |
| 3e                           | Egan Bernal                  | Colombie                     | Ineos Grenadiers             | + 16 s                       |
| 4e                           | Aleksandr Vlasov             | Russie                       | Astana-Premier Tech          | + 24 s                       |
| 5e                           | Daniel Martínez              | Colombie                     | Ineos Grenadiers             | + 1 min 06 s                 |
| 6e                           | Tobias Foss                  | Norvège                      | Jumbo-Visma                  | + 1 min 53 s                 |
| 7e                           | Jai Hindley                  | Australie                    | Team DSM                     | + 3 min 40 s                 |
| 8e                           | Gino Mäder                   | Suisse                       | Bahrain Victorious           | + 4 min 44 s                 |
| 9e                           | João Almeida                 | Portugal                     | Deceuninck-Quick Step        | + 4 min 49 s                 |
| 10e                          | Harold Tejada                | Colombie                     | Astana-Premier Tech          | + 5 min 13 s                 |

| Classement du meilleur jeune | Classement du meilleur jeune | Classement du meilleur jeune | Classement du meilleur jeune | Classement du meilleur jeune |
| Coureur                      | Coureur                      | Pays                         | Équipe                       | Temps                        |
| ---------------------------- | ---------------------------- | ---------------------------- | ---------------------------- | ---------------------------- |
| 1er                          | Attila Valter                | Hongrie                      | Groupama-FDJ                 | 31 h 10 min 53 s             |
| 2e                           | Remco Evenepoel              | Belgique                     | Deceuninck-Quick Step        | + 11 s                       |
| 3e                           | Egan Bernal                  | Colombie                     | Ineos Grenadiers             | + 16 s                       |
| 4e                           | Aleksandr Vlasov             | Russie                       | Astana-Premier Tech          | + 24 s                       |
| 5e                           | Daniel Martínez              | Colombie                     | Ineos Grenadiers             | + 1 min 06 s                 |
| 6e                           | Tobias Foss                  | Norvège                      | Jumbo-Visma                  | + 1 min 53 s                 |
| 7e                           | Jai Hindley                  | Australie                    | Team DSM                     | + 3 min 40 s                 |
| 8e                           | Gino Mäder                   | Suisse                       | Bahrain Victorious           | + 4 min 44 s                 |
| 9e                           | João Almeida                 | Portugal                     | Deceuninck-Quick Step        | + 4 min 49 s                 |
| 10e                          | Harold Tejada                | Colombie                     | Astana-Premier Tech          | + 5 min 13 s                 |

| Classement par équipes | Classement par équipes | Classement par équipes | Classement par équipes |
| Équipe                 | Équipe                 | Pays                   | Temps                  |
| ---------------------- | ---------------------- | ---------------------- | ---------------------- |
| 1re                    | Ineos Grenadiers       | Royaume-Uni            | 93 h 35 min 22 s       |
| 2e                     | Bahrain Victorious     | Bahreïn                | + 1 min 05 s           |
| 3e                     | Team BikeExchange      | Australie              | + 2 min 15 s           |
| 4e                     | Trek-Segafredo         | États-Unis             | + 3 min 59 s           |
| 5e                     | Deceuninck-Quick Step  | Belgique               | + 5 min 08 s           |
| 6e                     | Team DSM               | Allemagne              | + 8 min 16 s           |
| 7e                     | EF Education-Nippo     | États-Unis             | + 9 min 32 s           |
| 8e                     | Movistar Team          | Espagne                | + 10 min 00 s          |
| 9e                     | Jumbo-Visma            | Pays-Bas               | + 18 min 00 s          |
| 10e                    | UAE Team Emirates      | Émirats arabes unis    | + 21 min 17 s          |

| Classement par équipes | Classement par équipes | Classement par équipes | Classement par équipes |
| Équipe                 | Équipe                 | Pays                   | Temps                  |
| ---------------------- | ---------------------- | ---------------------- | ---------------------- |
| 1re                    | Ineos Grenadiers       | Royaume-Uni            | 93 h 35 min 22 s       |
| 2e                     | Bahrain Victorious     | Bahreïn                | + 1 min 05 s           |
| 3e                     | Team BikeExchange      | Australie              | + 2 min 15 s           |
| 4e                     | Trek-Segafredo         | États-Unis             | + 3 min 59 s           |
| 5e                     | Deceuninck-Quick Step  | Belgique               | + 5 min 08 s           |
| 6e                     | Team DSM               | Allemagne              | + 8 min 16 s           |
| 7e                     | EF Education-Nippo     | États-Unis             | + 9 min 32 s           |
| 8e                     | Movistar Team          | Espagne                | + 10 min 00 s          |
| 9e                     | Jumbo-Visma            | Pays-Bas               | + 18 min 00 s          |
| 10e                    | UAE Team Emirates      | Émirats arabes unis    | + 21 min 17 s          |

## Abandons
- Caleb Ewan (Lotto-Soudal) : abandon